# Sainte-Colombe-en-Bruilhois
Sainte-Colombe-en-Bruilhois è un comune francese di 1 696 abitanti situato nel dipartimento del Lot e Garonna nella regione della Nuova Aquitania.

## Società

### Evoluzione demografica
Abitanti censiti